# یواس‌اس سی دویل (اس‌اس-۴۰۰)
یواس‌اس سی دویل (اس‌اس-۴۰۰) (به انگلیسی: USS Sea Devil (SS-400)) یک زیردریایی بود که طول آن ۳۱۱ فوت ۶ اینچ (۹۴٫۹۵ متر) بود. این زیردریایی در سال ۱۹۴۴ ساخته شد.